# Can Llúcia
Can Llúcia és una obra de Santa Pau (Garrotxa) inclosa a l'Inventari del Patrimoni Arquitectònic de Catalunya. La casa agafa el nom de l'església de Santa Llúcia de Treinteres degut a la seva proximitat.

## Descripció
És una senzilla casa de planta baixa i un pis, va ser construïda amb carreus molt ben escairats als angles i obertures de la casa. Conserva una petita llinda amb una petxina gravada en baix relleu. Molt possiblement va servir de rectoria de la propera església de Santa Llúcia de Treinteres.

## Història
No es conserva cap notícia documental de l'església de Santa Llúcia i les seves rodalies. Molt possiblement l'església i la casa estaven aixecades ran del vell camí que comunicava Emporium i la Vall de Bas. Així ho confirmarien les troballes de diferents enterraments, tapats amb lloses i amb teules als punts d'unió. Les grans onades nummulítiques que travessen aquests terrenys han donat peu a que la gent de les rodalies parli de "dinerets de Santa Pau" o "Ulls de Santa Llúcia" quan fan referència als fòssils vegetals i animals.